# نبرد گوادالسته
نبرد گوادالسته یا نبرد وادی سلیط (انگلیسی: Battle of Guadalacete)، نبردی است در سال ۸۵۲ در منطقه طلیطله که بین شورشیان طلیطله به همراه نیروهای کمکی پادشاهی آستوریاس و پادشاهی ناوار با لشکر امارت قرطبه رخ داد که با پیروزی نیروهای قرطبه همراه بود.

## جنگ
همزمان با درگیری‌های محمد یکم با شورشیان مناطق مختلف، پایتخت از جانب شورشیان طلیطله تهدید شد. محمد قصد داشت با سرکوب به تمامی شورش‌ها پایان دهد پس خود به همراه لشکری عازم طلیطله شد. همزمان با حرکت لشکر امارت قرطبه، شورشیان که متشکل از مسیحیان و مولدین بودند از اردونیو یکم، پادشاه آستوریاس، و پادشاه ناوار طلب کمک و یاری خواستند پس اردونیو نیروهای کمکی خود را به رهبری کنت گاتون به طلیطله فرستاد.
با رسیدن محمد به نزدیکی شهر، وی نیروهای خود را به دو بخش تقسیم کرد و تعدادی از نیروهای خود را در اطراف تپه‌های شهر استتار کرد و خود عازم نبرد با شورشیان شد. شورشیان که از پیروزی خود مطمئن بودند، بعد از عقب‌نشینی محمد از محاصره شهر، فریب خورده و در دام وی گیر افتادند. نبرد شدیدی رخ داد که از صبح تا ظهر به درازا کشید و سرانجام این شورشیان بودند که شکست خوردند و از مهلکه گریختند و جمع کثیری نیز کشته و اسیر شدند.
در وصف این نبرد، شاعری به نام عباس فرناس شعری سروده‌است:
| ومُختَلِفِ الأصواتِ مؤتَلفِ الزَّحفِ  |  | لهومِ الفَلاَ عَبلِ القَنَابل مُلتَفِ   |
| إذَا أومَضت فِیهِ الصَّوَارِمُ خِلتَهَا |  | بُرُوقاً تَرَاءی فی الجَهَامِ وتَسْتَخْفِی |